# Pilar Llop
María Pilar Llop Cuenca (Madrid, 3 agosto 1973) è un magistrato e politica spagnola, dal 2021 Ministro della Giustizia nel secondo governo Sánchez dopo essere stata dal 2019 al 2021  Presidente del Senato spagnolo. In precedenza è stata membro dell'Assemblea di Madrid dal 2015 al 2018 e Delegata del governo spagnolo per la violenza di genere  dal 2018 al 2019.

## Biografia

### Carriera nella magistratura
Si è formata a Barcellona presso la Scuola Giudiziaria, è entrata in magistratura nel 1999 e tra le sue prime destinazioni è stato il tribunale penale numero 1 di Mataró, quando viveva a Girona. Dal 2001 è stata assegnata a diversi incarichi come giudice istruttore da dove è entrata in contatto con la tratta e la violenza contro le donne.3 Promossa magistrato nel 2004, nel 2009 ha aderito a un tribunale specializzato in violenza contro le donne. Nel 2004 ha frequentato volontariamente corsi organizzati dal Consiglio generale della magistratura sulla violenza di genere e l'uguaglianza.
Dal 2011 al 2015 è stata avvocato del Gabinetto Tecnico del Consiglio Generale della Magistratura, con responsabilità quali il capo della Sezione Osservatorio Violenza domestica e di genere, Segretario della Commissione per l'uguaglianza, Segretario del Forum Giustizia e Disabilità e Segretario del Comitato direttivo del Consiglio Generale della Magistratura. La sua ultima destinazione giudiziaria prima di entrare in politica è stato il tribunale di violenza di genere numero 5 a Madrid.

### Progetti internazionali
Llop ha affiancato alla sua carriera di magistrato quella di consulente internazionale, e ha lavorato per la Commissione Europea presso la Direzione Generale per la Cooperazione Internazionale (AIDCO) a Bruxelles, occupandosi di giustizia, diritti umani e ONG (2006-2007) nonché in vari progetti internazionali in paesi in situazione di preadesione all'Unione Europea. Da luglio 2009 a dicembre 2010 ha lavorato in Bulgaria come avvocato specializzato in violenza contro le donne e cooperazione internazionale dell'Amministrazione della Giustizia.

### Carriera politica
Nel 2015 ha annunciato il suo passaggio in politica come candidata a deputato regionale al numero 8 della lista PSOE per le elezioni dell'Assemblea di Madrid del 2015 guidata da Ángel Gabilondo. È stata posta al numero 8 nella lista e ha vinto un seggio. Nella X Legislatura dell'Assemblea di Madrid è stata portavoce della Commissione Giustizia e della Commissione dello Statuto di Autonomia, Regolamento e Statuto del deputato, nonché membro della Deputazione Permanente.
Nell'aprile 2016 l'annuncio che sarebbe stata la numero due nella lista PSOE per Madrid guidata da Pedro Sánchez in sostituzione di Meritxell Batet che ha continuato a guidare la lista per Barcellona ma alla fine la posizione fu occupata da Margarita Robles.
Nel luglio 2018 è stata nominata delegata del governo per la violenza di genere, in sostituzione di María José Ordóñez.Ha lasciato l'incarico nell'aprile 2019 dopo aver annunciato le sue intenzioni di candidarsi alle elezioni dell'Assemblea di Madrid nel 2019, venendo eletta a maggio. A luglio, l'Assemblea di Madrid l'ha nominata senatrice regionale. Il 31 luglio il suo gruppo parlamentare l'ha assegnata alle commissioni Uguaglianza, Giustizia, Generale delle Comunità autonome e Difesa, venendo eletta presidente di quest'ultima. Dopo la ripetizione elettorale, Llop è stata eletta presidente della Camera Alta con 130 voti a favore.
Il 12 luglio 2021 ha ricevuto il portafoglio della giustizia dal suo predecessore, Juan Carlos Campo.

## Vita privata
È sposata ed ha una figlia.